# قبرة
القُبَّرَة أو القُبَّر أو القُنْبَر أو القُنْبَرَة أو القُنْبَرَاء (بالإنجليزية:  Lark)‏ هي طائر من رتبة العصفوريات.

## اقرأ أيضا
- تطور الطيور

## وصلات خارجية
- مشاهد القبرة